# Эванс, Гуинн
Гуинн Эванс (англ. Gwynne Evans; 3 сентября 1880 — 21 января 1965) — американский ватерполист и пловец, дважды бронзовый призёр летних Олимпийских игр 1904 года.
В водном поло на Играх 1904 года в Сент-Луисе Эванс выступал за команду этого города в демонстрационном ватерпольном турнире, и его сборная заняла третье место.
Также, Эванс соревновался в эстафете 4×50 ярдов вольным стилем. Он занял третье место, выиграв бронзовую медаль.